# Charles Fergusson, 7. Baronet

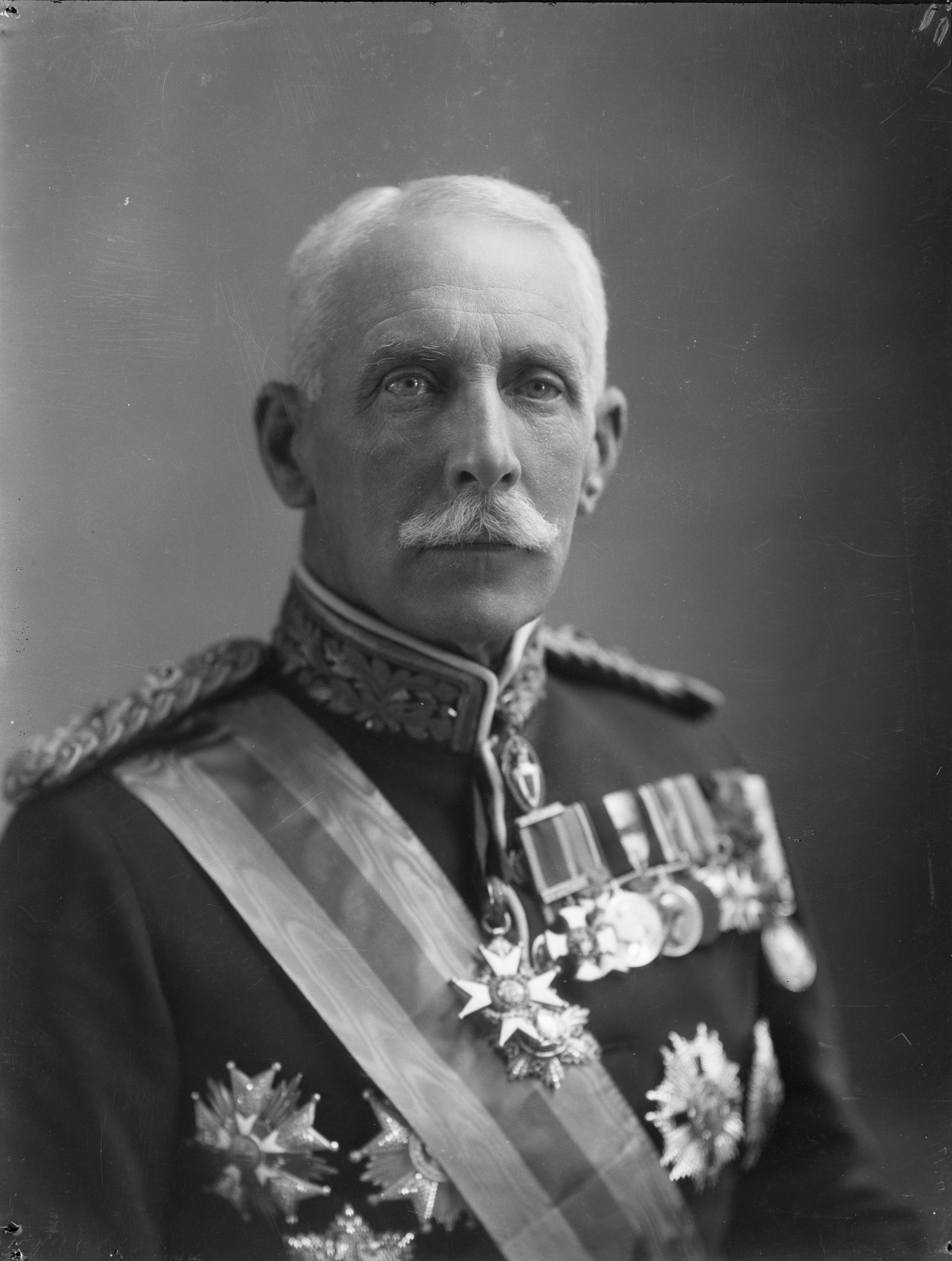
Sir Charles Fergusson, 7. Baronet, um 1926

Sir Charles Fergusson, 7. Baronet GCMG GCB DSO MVO (* 17. Januar 1865 in Edinburgh; † 20. Februar 1951 in Ayrshire, Schottland) war ein britischer Offizier, zuletzt General, Militärgouverneur in Köln und von 1924 bis 1930 der 3. Generalgouverneur von Neuseeland und vertrat damit das Staatsoberhaupt Georg V.

## Frühe Jahre
Fergusson war der älteste Sohn von Sir James Fergusson, 6. Baronet, aus dessen erster Ehe mit Lady Lady Edith Christian Ramsay, Tochter des James Ramsay, 1. Marquess of Dalhousie. Seine Bildung erhielt er am Eton College und seine militärische Ausbildung in Sandhurst.

## Militärische Karriere
1883 trat er als Lieutenant der Grenadier Guards in die British Army ein. Von 1895 bis 1903 war er zum Dienst in der anglo-ägyptischen Armee in Ägypten abgestellt und war von 1896 bis 1898 an der Bekämpfung des Mahdi-Aufstand im Sudan beteiligt. Er erhielt für seinen dortigen Einsatz die Egyptian Medal mit sieben Spangen und den Distinguished Service Order, wurde fünf Mal Mentioned in Despatches und zum Brevet-Colonel befördert. Nach dem Ende des Aufstandes wurde er 1900 zum Adjutant-General der ägyptischen Armee ernannt.
Ab 1904 befehligte er ein Bataillon der Grenadier Guards im Mutterland und wurde 1907 zum Brigadier-General im Stab des Irish Command befördert. Bereits im folgenden Jahr wurde er zum Major-General befördert und bekleidete von 1909 bis 1912 den Posten des Inspekteurs der Infanterie. Ab Anfang 1913 befehligte er die in Irland stationierte 5th Division und zeigte 1914 diplomatisches Geschick bei der Beilegung eines Konfliktes um einen falsch interpretierten Marschbefehl im Armeelager der britischen Armee in Curragh.
Mit der 5th Division zog Fergusson 1914 als Teil der British Expeditionary Force in Frankreich in den Ersten Weltkrieg. Er befehligte von Oktober bis Dezember 1914 die 9th (Scottish) Division, ab Januar 1915 das II. und von Mai 1916 bis Kriegsende das XVII. Armeekorps. Nach Ende des Krieges war er von 1918 bis 1920 Militärgouverneur im besetzten Köln. 1922 nahm er im Rang eines Generals seinen Abschied.

## Staatsamt
Nachdem er bei der Britischen Unterhauswahl 1923 im Wahlkreis South Ayrshire erfolglos für die Unionisten kandidiert hatte, wurde Fergusson für den Posten des Generalgouverneurs in Neuseeland vorgeschlagen. Bereits sein Vater war von 1873 bis 1874 Gouverneur von Neuseeland gewesen. Er trat das Amt am 20. Dezember 1924 an. Nach dem Ende seiner Amtszeit, die am 8. Februar 1930 endete, ging er zurück nach Großbritannien, führte ab 1933 den Vorsitz in der West Indies Closer Union Commission und wurde 1937 zum Lord Lieutenant der Grafschaft Ayrshire ernannt, was er bis ein Jahr vor seinem Tod blieb.
Er starb am 20. Februar 1951 in Ayrshire.

## Adelstitel
Beim Tod seines Vaters erbte er 1907 dessen 1703 in der Baronetage of Nova Scotia geschaffenen Adelstitel Baronet, of Kilkerran in the County of Ayr, sowie die Chiefwürde des Clan Fergusson. Bei seinem Tod, 1951, folgte ihm sein ältester Sohn James in Titel und Würde.

## Familie
Am 18. Juli 1901 heiratete er Lady Alice Mary Boyle (1877–1958), zweite Tochter von David Boyle, 7. Earl of Glasgow. Aus der Ehe gingen eine Tochter und vier Söhne hervor:
- Helen Dorothea Fergusson (* 1902) ⚭ 1925 Leonard Proby Haviland;
- Sir James Fergusson, 8. Baronet (1904–1973) ⚭ 1930 Louise Frances Dugdale;
- Rev. Simon Charles David Fergusson (1907–1982) ⚭ 1945 Auriole Kathleen Hughes-Onslow;
- Bernard Edward Fergusson, Baron Ballantrae (1911–1980) ⚭ 1950 Laura Margaret Grenfell;
- Charles Fergusson (1917–1917).

## Orden und Ehrenzeichen
- 1898 – Companion, Distinguished Service Order (DSO)[1]
- 1906 – Member, Royal Victorian Order (MVO)[2]
- 1911 – Companion, Order of the Bath (CB)[2]
- 1915 – Knight Commander, Order of the Bath (KCB)[2]
- 1918 – Knight Commander, Order of St. Michael and St. George (KCMG)[2]
- 1924 – Knight Grand Cross, Order of St. Michael and St. George (GCMG)[1]
- 1932 – Knight Grand Cross, Order of the Bath (GCB)[1]